# 定
仏教における定（じょう）、サマーディ（巴、梵: samādhi）は、心をひとつの対象に集中し心の散乱がないという精神の作用や、そのようにすることや、定まっているその状態を指す。また、一般に心を散乱させないようにする修行、及びそれによってもたらされた特殊な精神状態をも総称して定という。samādhiの音写が三昧（さんまい）であり、三摩地とも書かれた。
定すなわち三昧は、仏教の三学である戒・定・慧の一つであって、仏教の実践道の大綱である。また、八正道の一つには正定が挙げられており、五根には定根が、五力には定力が挙げられている。。定は五分法身の一つでもある。定に反して心が散り乱れて動く状態を散といい、定散（じょうさん）と呼ばれる。
定は、もともと古代インドの宗教的実践として行われてきたものを仏教にも採用したもので、その境地の深まりに応じて様々な名称の定が説かれる。

## 定の異名
『総合佛教大辞典』よれば、禅定（静慮）、三昧などの語の含む範囲と、定のそれとの広狭に関しては種々の異説があるという。それらの語は、広くは禅定といわれる。慧沼の『成唯識論了義灯』巻五本には定の異名が7つ挙げられている。それは、「三摩呬多」（等引）、「三摩地」（等持）、「三摩鉢底」（等至）、「駄那演那」（靜慮）、「質多翳迦阿羯羅多」（心一境性）、「奢摩他」（心（止））、「現法樂住」の七つである: 。それぞれは、サマーヒタ（梵: samāhita、等持）、サマーディ（梵: samādhi、三摩地、定）、サマーパッティ（梵: samāpatti、等至）、ディヤーナ（梵: dhyāna、禅那）、チッタイカーグラター（梵: cittaikāgratā、心一境性）、シャマタ（梵: śamatha、止）、ドリシュタ・ダルマ・スカ・ヴィハーラ（梵: dṛṣṭa-dharma-sukha-vihāra、現法楽住）である。

### サマーディ
サマーディ (巴, 梵: samādhi) は、良くという意味の Sam と、置くという意味の Adhi であり、心を一定の対象に集中させることである。定の強さによって、初心者の定、禅定の直前のもの、禅定を伴っているものに分けられる。

## 修得定と生得定
定には、修得定（しゅとくじょう）と生得定（しょうとくじょう）とがある。修得定は、散地である欲界において、定を得るための修行を実践して得られる。生得定は、定地である色界・無色界に生まれることで自然に得られる。色界定の場合は、この二をそれぞれ生静慮・定静慮といい、無色定の場合は生無色・定無色という。

## 上座部
ブッダゴーサは、定を「意識とそれに付随する意識を、単一の物体に均等かつ正しく集中させること ..(中略).. 意識とそれに付随する意識が、単一の物体に均等かつ正しくとどまり、気を散らされることなく散らばらない状態」と定義している。
ブッダゴーサによると上座部パーリ仏典においては、四種類の定の達成について言及されている。
1. 瞬間的な集中状態  (khanika samādhi):
サマタ瞑想において発生する精神の安定。
2. 遍作定 (parikamma samādhi):
瞑想の対象に集中しようとする最初の試みによって発生する。
3. 近行定 (upacāra samādhi):
五蓋が払拭され禅定となり、似相(patibhaganimitta)が出現したときに生じる。
4. 安止定 (appana samādhi):
対象の瞑想に心を完全に没頭させ、四禅すべてが安定している。

ブッダゴーサの清浄道論においては、定知恵を得るための「近因」であると記されている 。ブッダゴーサは瞑想のための四十業処をまとめ上げており、パーリ仏典では全体として言及されているが、清浄道論においては明示的なリストとして記された。たとえばマインドフルネス呼吸法（安那般那念）、慈悲の瞑想などがある。

## 有心定と無心定
倶舎宗などでは、禅定という言葉は静慮(dhyama)として説かれる。有心定と無心定に大別する。

### 有心定
| 四 静 慮 | 初静慮   | 未至定(近分定) | 有尋有伺 |
| 四 静 慮 | 初静慮   | 根本定(中間定) | 無尋唯伺 |
| 四 静 慮 | 第二静慮 | 近分定         | 無尋無伺 |
| 四 静 慮 | 第二静慮 | 根本定         | 無尋無伺 |
| 四 静 慮 | 第三静慮 | 近分定         | 無尋無伺 |
| 四 静 慮 | 第三静慮 | 根本定         | 無尋無伺 |
| 四 静 慮 | 第四静慮 | 近分定         | 無尋無伺 |
| 四 静 慮 | 第四静慮 | 根本定         | 無尋無伺 |

有心定には四静慮（四禅、四色禅定、Rūpajhānas）と四無色定（Arūpajhāna）との八定（八等至）がある。八定とは、初静慮、第二静慮、第三静慮、第四静慮、空無辺処定、識無辺処定、無所有処定、非想非非想処定である。
これらの定には、それぞれの定に入り終わった段階と、定に近づきつつある準備的入門の前段階とがある。初静慮の前段階のみを未至定（みしじょう, anagamya）というが、その他は、それぞれの定に近づきつつある前段階のことを近分定（ごんぶんじょう）といい、それぞれの定に入り終わった段階を根本定という。
第四静慮には下下品から上上品までの九品があり、その究極である上上品は色界の定の最高であるから辺際定（へんざいじょう）という。
不時解脱の阿羅漢は、四禅・四無色の八定を順次修めるのではなく、一地を超えて高い段階の定を修めるとされる。これを超定という。

### 無心定（無想定と滅尽定）および九次次第
無心定には、無想定と滅尽定とがあり、いずれも心・心所を全く滅する定である。四禅（四静慮）・四無色・滅尽の九定は、異心をまじえずに次第を追って順次に修得するときは九次次第、無間禅と名付けられる。
四禅と四無色定の上に、滅尽定（nirodha-samāpatti）すなわち、想受滅定（saññā-vedayita-nirodha-samāpatti）があり、九次第定と呼ばれる。
無想定は、凡夫や外道が無想の状態を真の悟りと誤認して修めるものであるが、滅尽定は、聖者がその定の境地を無余涅槃界の静けさになぞらえて修めるものである。無想定では、第四の禅定にもとづき知覚の粗いはたらきがなくなり、滅尽定（nirodha-samāpatti）では、有頂天にもとづき心と心所法は決められた間において止滅する。
九次第定とは、パーリ語仏典では9つの定を置く形で説明が保たれており、第一禅定、第二禅定、第三禅定、第四禅定、空無辺処(定)、識無辺処(定)、無所有処(定)、非想非非想処(定)、想受滅となり、この最後だけが釈迦が初めて到達した仏教に特徴的な定だとされる。大般涅槃経では、釈迦は入滅にさいして第一禅定と想受滅のあいだを上下し、第四禅定から出定したのち般涅槃に入ったとされている。藤本晃は、滅尽定は煩悩を滅して心を完全に清らかにした阿羅漢でなければできない禅定であり、凡夫の禅定者にとっては非想非非想処定が最高の境地であると述べている。

### 大乗仏教における滅尽定の解釈
初期経典の『阿含経』やパーリ・ニカーヤでは、最上位に滅受想定（滅尽定）が存在するとするものの、九次第定で想受滅定が語られる位置に、無相の心定が言及され、この無相の心定とは滅受想定から出定する際の観であると解釈されている。
滅尽定については、異なる複数以上のサンスクリットの漢訳として用いられており、滅受想定と同義の漢訳の他に、ubhaya(to)-bhāga-vimukta からの翻訳がある。
十地経の第七では、「（波羅蜜にある）かの菩薩」なる者が、第六の菩薩の地（くらい）において初めて、「あらゆるまよいの存在が滅尽する定（滅定）」に入定し、第七の菩薩の地において、その定に入定してはまた出定するようになるとする。『入中論』の月称（チャンドラキールティ）の注釈も、十地における滅尽定は第六地から第八地にかけて入定するということであるとしている。ツォンカバの『密意解明』でも同様である。
これら定の名称については、同じサンスクリットが異なる複数以上の漢訳を持つ場合がある一方で、全く異なる意味のサンスクリットが同じ漢語で訳されていることがある（例: 滅尽定）。

## 大乗における定
大乗では多くの定が説かれる。唯識宗や真言宗の瑜伽の観行、天台宗の四種三昧、禅宗の坐禅などがある。
定に入ることや、さとりを得た人が死ぬことを入定といい、定から出ることを出定という。

### 観無量寿経・浄土真宗
観無量寿経では、西方の極楽浄土へ往生するための行として定散二善を説く。善導によれば、定善を修める人を定機、散善を修める人を散機という。浄土真宗では定散二機を自力の行者であるとし、他力の大信心と対比させている。